# Chomphet
Chomphet là một huyện (muang, mường) thuộc tỉnh Luangprabang ở thượng  Lào .